# Arthur Johansson (skulptör)

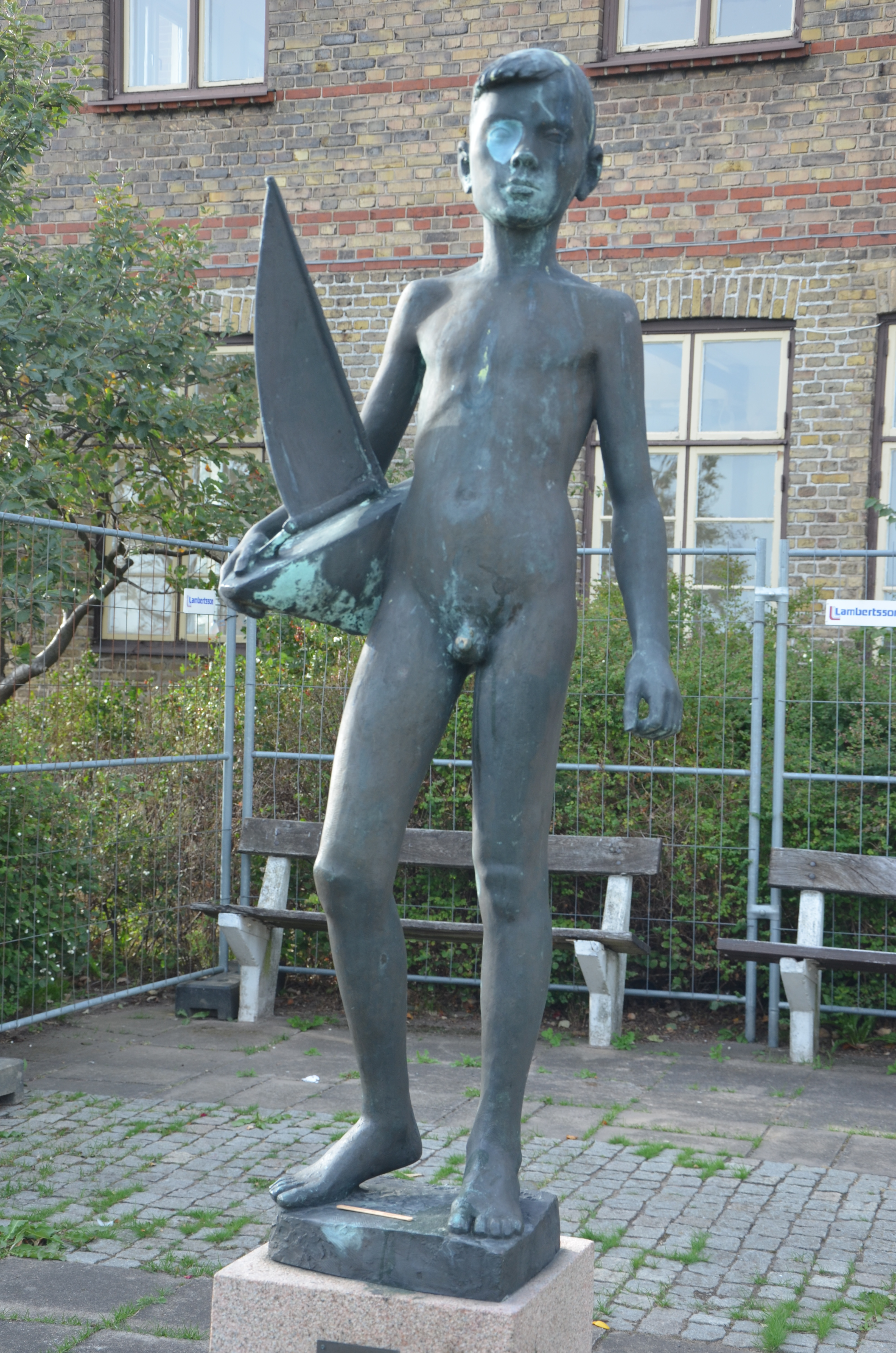
Skulpturen Gosse med båt av Arthur Johansson.

Johan Arthur Johansson, född 20 juni 1904 i Loshult, Kristianstads län, död 9 april 1969 i Göteborg, var en svensk skulptör och tecknare.
Han var son till smedmästaren Peter Johan Johansson och Hilda Andersson och från 1938 gift med Ruth Gustavsson. Johansson studerade vid Tekniska skolan och Konsthögskolan i Stockholm 1930–1936 och under studieresor till Frankrike, Tyskland, Spanien och Italien. Han arbetade en period för skulptörerna John Lundqvist, Aron och Gustaf Sandberg. Han medverkade i samlingsutställningar med Sveriges allmänna konstförening och i utställningen Skulptur i naturen arrangerad av Göteborgs konstförening samt med Skånes konstförening. Han var vid sidan av sitt eget skapande lärare i skulptur vid Slöjdföreningens skola i Göteborg. Hans konst består av skulpturer utförda i gips, brons, terrakotta och träreliefer. Bland hans offentliga arbeten märks en relief för Torpaskolan i Göteborg och  skulpturer till Kallinge kyrka i Blekinge. Johansson är representerad vid Moderna Museet i Stockholm och Trelleborgs museum. 

## Offentliga verk i urval
- Byst över Olof Wijk den äldre, granit, 1956, Bältespännarparken i Göteborg
- Gosse med båt, brons, 1959, vid Råå södra skola i Råå